# Takuo Okubo
Takuo Okubo (大久保 択生 Ōkubo Takuo?, Tokio, 18 de septiembre de 1989) es un futbolista japonés que juega como guardameta en el Kataller Toyama de la J2 League.

## Trayectoria

### Clubes
| Club                     | País  | Año       |
| ------------------------ | ----- | --------- |
| Yokohama FC              | Japón | 2008-2010 |
| JEF United Chiba         | Japón | 2011-2013 |
| V-Varen Nagasaki         | Japón | 2014-2016 |
| F. C. Tokyo              | Japón | 2017-2018 |
| Sagan Tosu               | Japón | 2019      |
| Shimizu S-Pulse          | Japón | 2019-2023 |
| Iwate Grulla Morioka     | Japón | 2024-     |
| Kataller Toyama (cedido) | Japón | 2025-     |